# 耶律和尚
耶律和尚（？—11世纪），字特抹，为辽太祖弟弟的后人。善滑稽。辽兴宗重熙（1032年—1055年）初年，补祗候郎君。
兴宗亲近宗室，凡辽玄祖子孙，都互相拜为父兄，尤其喜欢耶律和尚。耶律和尚每次侍奉宴饮，虽然诙谐，从未失言，因此愈发得到器重。重熙六年（1037年），被任为宫中都部署。历任积庆、永兴宫使，累迁至同知南院宣徽使事、南面林牙。十六年（1047年），出为怀化军节度使，不久召为御史大夫。
耶律和尚文雅有美行，数次以钱财抚恤亲友，人们都爱重他。但他嗜酒不做事，所以不曾被用为重权之臣。有人因此进言，他答道：“我不是不知道，但我看人生如风灯石火，不喝酒，做什么呢？”晚年沉湎尤甚，人称“酒仙”。
二十三年（1054年），因大册，加天平军节度使、检校太师，次年（1055年）徙中京路按问使，卒。